# José Manuel Marchante Martínez
José Manuel Marchante Martínez, (11 de marzo de 1946, Cádiz – † 1 de octubre de 2009, Madrid). Director del Festival Alcances desde 1979 hasta 1992. Trabajó como ayudante de dirección y en otras tareas relacionadas con la cinematografía.
Desde joven toda su vida giró alrededor de las actividades cinematográficas. Gran parte de este trabajo lo realizó en su Cádiz natal, empezando como fundador del cine club Iuventus en 1964 junto con actividades dentro del club universitario de Cádiz. Su primer puesto institucional será como jefe del departamento de cinematografía de la Comisaría de Extensión Cultural de Cádiz de 1966 a 1974.
Fue mano derecha de Fernando Quiñones en los primeros compases de la Muestra Cinematográfica del Atlántico (Festival Alcances) y, a partir de 1979, fue su director hasta 1992. Dejando la dirección por motivos de desencuentro con las autoridades. A lo largo de su vida trabajó cómo crítico de cine en radio y prensa, alternando con conferencias y cursos en institutos, universidades y centros culturales de España y el extranjero. Querido y apreciado en los ambientes cinéfilos españoles, especialmente en la Filmoteca española. Fue colaborador en diversas publicaciones escritas: Guía del ocio de Madrid, Interfilms, Cineinforme o nickelodeon. También colaboró en programas de radio en diversas cadenas como Radio Nacional de España, Rádio Cádiz(Cadena SER) o Antena 3 radio. Colaborador habitual en diversos festivales españoles (Huelva, Sitges, Huesca, Valencia, León, Bilbao, San Sebastián, etc.)

## Comité organizador
- Jefe de Programación del Festival Internacional de Cine Ecológico de Canarias, de 1967 a 1991.
- Director de la Muestra Cinematográfica del Atlántico (Alcances) de Cádiz, de 1979 a 1992.
- Miembro del Comité de Programación del Festival Internacional de Cine de Madrid(IMAGFIC), en las ediciones de 1982 a 1985.
- Jefe de Programación del Festival Internacional de Cine y Música de Cuenca, en 1988.
- Jefe de Programación del Festival de Cine de Melilla, en 1990.
- Miembro del Comité de Programación del Festival Internacional de Cine de Comedia de Torremolinos, en 1991.
- Miembro del Comité Organizador y Jefe de Prensa del I Congreso de Exhibidores Cinematográficos Españoles, organizado por la Federación Española de Exhibidores Cinematográficos. Madrid, 1999.

## Jurado en festivales
- Miembro del Jurado Internacional en el Festival Internacional de Cine de Cracovia (Polonia), 1980.
- Miembro del Jurado del Certamen de Cine Andaluz. Festival Internacional de Cine de Sevilla.
- Miembro del Jurado Internacional del II Festival de Cine de Ibiza. 1990.
- Miembro del Jurado Internacional del Festival de Cine de Burgos.
- Miembro del Jurado en Programas cinematográficos de T.V.E.

## Premios
- 1993 - Medalla de Honor de la Asociación de Escritores Cinematográficos de Andalucía(ASECAN)
- 1996 - Premio de Honor de la Junta de Andalucía por la aportación personal a la Cultura Cinematográfica